# Bryum gemmatum
Bryum gemmatum är en bladmossart som beskrevs av C. Müller 1885. Bryum gemmatum ingår i släktet bryummossor, och familjen Bryaceae. Inga underarter finns listade i Catalogue of Life.